# Moldavië op de Olympische Winterspelen 2018
Moldavië was een van de deelnemende landen aan de Olympische Winterspelen 2018 in Pyeongchang, Zuid-Korea.
Bij de zevende deelname van het land aan de Winterspelen werd voor de vijfde keer deelgenomen in het langlaufen en voor de derde keer in het alpineskiën. Van de twee debuterende deelnemers was langlaufer Nicolae Gaiduc de vlaggendrager bij de openingsceremonie.

## Deelnemers en resultaten
(m) = mannen 

### Alpineskiën
| Olympiër          | Onderdeel     | Resultaat | Prestatie                                    |
| ----------------- | ------------- | --------- | -------------------------------------------- |
| Christopher Hoerl | combinatie m) | DNF       | afdaling: 1.22,25 (41e) slalom: niet gestart |
| Christopher Hoerl | afdaling (m)  | 40e       | 1.45,21 (+4,96)                              |

### Langlaufen
| Olympiër       | Onderdeel             | Resultaat | Prestatie         |
| -------------- | --------------------- | --------- | ----------------- |
| Nicolae Gaiduc | 15 km vrije stijl (m) | 106e      | 43.43,3 (+9.59,4) |